# Sedgwick (Maine)
Sedgwick,  fundada en 1763 e incorporada en 1789, es un pueblo ubicado en el condado de Hancock en el estado estadounidense de Maine. En el Censo de 2010 tenía una población de 1.196 habitantes y una densidad poblacional de 14,86 personas por km².

## Geografía
Sedgwick se encuentra ubicado en las coordenadas 44°20′49″N 68°38′4″O / 44.34694, -68.63444. Según la Oficina del Censo de los Estados Unidos, Sedgwick tiene una superficie total de 80.46 km², de la cual 69.91 km² corresponden a tierra firme y (13.11%) 10.55 km² es agua.

## Demografía
Según el censo de 2010, había 1.196 personas residiendo en Sedgwick. La densidad de población era de 14,86 hab./km². De los 1.196 habitantes, Sedgwick estaba compuesto por el 98.41% blancos, el 0.25% eran afroamericanos, el 0.17% eran amerindios, el 0.5% eran asiáticos, el 0% eran isleños del Pacífico, el 0.33% eran de otras razas y el 0.33% pertenecían a dos o más razas. Del total de la población el 1.76% eran hispanos o latinos de cualquier raza.